# Hugh Montgomery (Mathematiker)

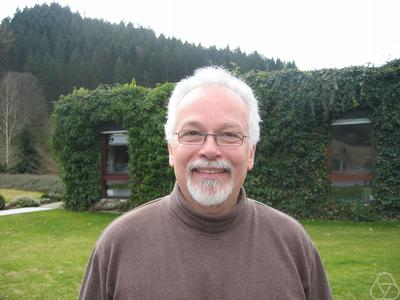
Montgomery in Oberwolfach 2008

Hugh Lowell Montgomery (* 26. August 1944 in Muncie, Indiana) ist ein US-amerikanischer Mathematiker, der sich mit analytischer Zahlentheorie und harmonischer Analyse beschäftigt.

## Leben und Wirken
Montgomery promovierte 1972 an der Universität Cambridge bei Harold Davenport. 1973 erhielt er auch den Adams-Preis der Universität Cambridge. 1970/71 und 1976/77 war er am Institute for Advanced Study. Er ist Professor an der University of Michigan in Ann Arbor.
Mit Norman Levinson zeigte er 1973, dass ein Drittel der Nullstellen der Riemannschen Zetafunktion auf der kritischen Geraden liegen.
Montgomery entdeckte Paar-Korrelationen der Nullstellen der Riemannschen Zetafunktion, die, wie sich aus Gesprächen mit dem mathematischen Physiker Freeman Dyson am Institute for Advanced Study Anfang der 1970er Jahre ergab, Verbindungen zur Verteilung der Eigenwerte von Zufallsmatrizen haben. Daraus entstand ein neuartiger Zugang zum Studium der Riemannschen Zetafunktion und auch anderer Zetafunktionen der Mathematik. Er beschäftigte sich auch mit der Methode des Großen Siebes.
Er schrieb mit Ivan Niven und Herbert Zuckerman ein Standardbuch über elementare Zahlentheorie und ein Lehrbuch der analytischen Zahlentheorie.
1974 erhielt er den Salem-Preis und 1975 den Henry Russell Award. 1974 war er Invited Speaker auf dem Internationalen Mathematikerkongress in Vancouver (Distribution of zeros of the Riemann Zeta Function). Er ist Fellow der American Mathematical Society. 1974 wurde er Sloan Research Fellow.
Zu seinen Doktoranden zählt Brian Conrey.

## Schriften
- Topics in multiplicative number theory, Springer, Lecture Notes in Mathematics 227, 1971 (auch ins Russische übersetzt 1974)
- mit I. Niven, H. S. Zuckerman: Introduction to the theory of Numbers, Wiley, 5. Auflage 1991, ISBN 0-471-62546-9 (der Vorgängerband von Niven, Zuckerman erschien zuerst 1960 und auch auf deutsch als BI Taschenbuch in zwei Bänden)
- mit Robert C. Vaughan: Multiplicative Number Theory, Band 1, Classical Theory, Cambridge University Press 2006
- Ten lectures on the interface between analytic number theory and harmonic analysis, American Mathematical Society, CBMS Bd. 84, 1994

## Verweise
1. ↑  The pair correlation of zeros of the zeta function, in H. G. Diamond (Hrsg.): Analytic number theory, Proceedings of Symposia in Pure Mathematics 24, AMS, Providence 1973, S. 181–193

| Personendaten    | Personendaten                                |
| ---------------- | -------------------------------------------- |
| NAME             | Montgomery, Hugh                             |
| ALTERNATIVNAMEN  | Montgomery, Hugh Lowell (vollständiger Name) |
| KURZBESCHREIBUNG | US-amerikanischer Mathematiker               |
| GEBURTSDATUM     | 26. August 1944                              |
| GEBURTSORT       | Muncie, Indiana                              |